# Olympische Sommerspiele 2012/Schwimmen – 4 × 100 m Freistil (Männer)
Der Staffelwettbewerb über 4-mal 100 Meter Freistil der Männer bei den Olympischen Spielen 2012 in London wurde am 29. Juli 2012 im London Aquatics Centre ausgetragen. 15 Staffeln mit insgesamt 80 Athleten nahmen daran teil.
Es fanden zwei Vorläufe statt. Die acht schnellsten Staffeln aller Vorläufe qualifizierten sich für das Finale, das am gleichen Tage ausgetragen wurde.
Abkürzungen: WR = Weltrekord, OR = olympischer Rekord, NR = nationaler Rekord, PB = persönliche Bestleistung, JWB = Jahresweltbestzeit

## Bestehende Rekorde
| Weltrekord         | Vereinigte Staaten (Michael Phelps, Garrett Weber-Gale, Cullen Jones, Jason Lezak) | 3:08,24 min | Peking, Volksrepublik China | 11. August 2008 |
| Olympischer Rekord | Vereinigte Staaten (Michael Phelps, Garrett Weber-Gale, Cullen Jones, Jason Lezak) | 3:08,24 min | Peking, Volksrepublik China | 11. August 2008 |

## Titelträger
| Olympiasieger | Vereinigte Staaten (Michael Phelps, Garrett Weber-Gale, Cullen Jones, Jason Lezak) | 3:08,24 min | Peking 2008   |
| Weltmeister   | Australien (James Magnussen, Matthew Targett, Matthew Abood, Eamon Sullivan)       | 3:11,00 min | Shanghai 2011 |
| Europameister | Frankreich (Amaury Leveaux, Alain Bernard, Frédérick Bousquet, Jérémy Stravius)    | 3:13,55 min | Debrecen 2012 |

## Vorlauf

### Vorlauf 1
29. Juli 2012
| Platz | Nation         | Besetzung                                                         | Zeit        | Anmerkung |
| ----- | -------------- | ----------------------------------------------------------------- | ----------- | --------- |
| 1     | Frankreich     | Amaury Leveaux Alain Bernard Clément Lefert Jérémy Stravius       | 3:13,38 min |           |
| 2     | Südafrika      | Roland Schoeman Darian Townsend Gideon Louw Graeme Moore          | 3:13,93 min |           |
| 3     | Italien        | Luca Dotto Andrea Rolla Michele Santucci Filippo Magnini          | 3:15,78 min |           |
| 4     | Brasilien      | Nicolas Oliveira Bruno Fratus Nicholas Santos Marcelo Chierighini | 3:16,14 min |           |
| 5     | Kanada         | Brent Hayden Colin Russell Richard Hortness Thomas Gossland       | 3:16,42 min |           |
| 6     | Großbritannien | Simon Burnett Grant Turner James Disney-May Craig Gibbons         | 3:17,08 min |           |
| 7     | Venezuela      | Cristian Quintero Octavio Alesi Marcos Lavado Crox Acuña          | 3:22,68 min |           |

### Vorlauf 2
29. Juli 2012
| Platz | Nation             | Besetzung                                                           | Zeit        | Anmerkung |
| ----- | ------------------ | ------------------------------------------------------------------- | ----------- | --------- |
| 1     | Australien         | Cameron McEvoy James Roberts Tommaso D’Orsogna James Magnussen      | 3:12,29 min |           |
| 2     | Vereinigte Staaten | Jimmy Feigen Matt Grevers Ricky Berens Jason Lezak                  | 3:12,59 min |           |
| 3     | Russland           | Andrei Gretschin Jewgeni Lagunow Sergei Fessikow Nikita Lobinzew    | 3:12,77 min |           |
| 4     | Deutschland        | Benjamin Starke Markus Deibler Christoph Fildebrandt Marco di Carli | 3:13,51 min | NR        |
| 5     | Belgien            | Dieter Dekoninck Jasper Aerents Emmanuel Vanluchene Pieter Timmers  | 3:13,89 min | NR        |
| 6     | China              | Lü Zhiwu Zhang Enjian He Jianbin Shi Tengfei                        | 3:17,00 min |           |
| 7     | Serbien            | Milorad Čavić Velimir Stjepanović Ivan Lenđer Radovan Siljevski     | 3:18,79 min | NR        |
| 8     | Ungarn             | Péter Bernek Gergő Kis Gábor Balog Krisztián Takács                 | 3:21,91 min |           |

## Finale
29. Juli 2012, 21:00 Uhr MEZ
| Platz | Nation             | Besetzung                                                           | Zeit        | Anmerkung |
| ----- | ------------------ | ------------------------------------------------------------------- | ----------- | --------- |
| 1     | Frankreich         | Amaury Leveaux Fabien Gilot Clément Lefert Yannick Agnel            | 3:09,93 min |           |
| 2     | Vereinigte Staaten | Nathan Adrian Michael Phelps Cullen Jones Ryan Lochte               | 3:10,38 min |           |
| 3     | Russland           | Andrei Gretschin Nikita Lobinzew Wladimir Morosow Danila Isotow     | 3:11,41 min |           |
| 4     | Australien         | James Magnussen Matt Targett Eamon Sullivan James Roberts           | 3:11,63 min |           |
| 5     | Südafrika          | Gideon Louw Darian Townsend Graeme Moore Roland Schoeman            | 3:13,45 min |           |
| 6     | Deutschland        | Benjamin Starke Markus Deibler Christoph Fildebrandt Marco di Carli | 3:13,52 min |           |
| 7     | Italien            | Luca Dotto Marco Orsi Michele Santucci Filippo Magnini              | 3:14,13 min |           |
| 8     | Belgien            | Dieter Dekoninck Jasper Aerents Emmanuel Vanluchene Pieter Timmers  | 3:14,40 min |           |